# چاه محمد محمدآباد
چاه محمد محمدآباد یک منطقهٔ مسکونی در ایران است که در دهستان جغتای واقع شده‌است.